# Ligyra vittata
Ligyra vittata är en tvåvingeart som först beskrevs av Ricado 1901.  Ligyra vittata ingår i släktet Ligyra och familjen svävflugor. Inga underarter finns listade i Catalogue of Life.